# Mešita Společníků
Mešita Společníků (arabsky مَسْجِد ٱلصَّحَابَة, Masdžíd as-Sahába) je islámský chrám v eritrejském městě Massawa na pobřeží Rudého moře. Nachází se ve východní části zdejšího přístavu a zaujímá plochu okolo 3 100 m². Její původ je kladen do 7. století a bývá označována za nejstarší mešitu na africkém kontinentu.
Podle tradice mešitu založili Mohamedovi společníci zvaní sahábí, kteří jako první šířili jeho učení. Když před náboženským pronásledováním museli uprchnout z Mekky, našli útočiště u vládců Aksumském království v přímořské lokalitě Rás Midr.
Původní budova se nedochovala a stávající podoba mešity je podle svého slohu datována do desátého století, kdy již byly islamizovány nedaleké Dahlácké ostrovy. Skromnou stavbu tvoří mihráb a vyvýšený minbar, je obklopena dvorem pro modlitby mahalá. O její starobylosti svědčí kibla, která je orientována k Jeruzalému. Mešita nemá minaret, které se začaly stavět později. Ve dvacátém století byla renovována, avšak k modlitbám se využívá jen výjimečně.